# Criniger olivaceus
Criniger olivaceus là một loài chim trong họ Pycnonotidae.